# Mircea Olteanu
Mircea Olteanu (n. 15 decembrie 1926, Galați – d. 4 octombrie 2011) a fost un medic român, chirurg oftalmolog, profesor universitar, membru de onoare (din 1992) al Academiei Române.
Specializare: transplante de cornee și chirurgie plastică. Contribuții chirurgicale originale în tratarea strabismului paralitic.